# Cameronecator urichi
Cameronecator urichi ist eine Art der Hakenwürmer, die beim Krabbenwaschbär parasitisiert. Die Art wurde von Thomas Cameron zunächst in die Gattung Necator eingeordnet, Lichtenfels überführte sie in die nach Cameron benannte monotypische Gattung Cameronecator.

## Merkmale
Merkmale sind die runde Mundkapsel, an deren Boden zwei lanzettartige Bildungen liegen. Charakteristisch sind die außergewöhnlich großen sensorischen Halspapillen (Deiriden). Die Vulva liegt in der Körpermitte. Die Dorsalrippe der Bursa copulatrix ist symmetrisch.